# Prangenhof
Der Prangenhof, Alte Heerstraße 1 oder Mildred-Scheel-Straße (K190 1), im niedersächsischen Nordenham-Esenshamm im Landkreis Wesermarsch stammt wohl aus dem 19. Jahrhundert.

Aktuell (2024) wird er als Wohnhaus und wohl landwirtschaftlich genutzt.
Die Gebäude stehen unter Denkmalschutz (siehe auch Liste der Baudenkmale in Nordenham).

## Geschichte
Die Hofanlage „Staatshaus Prangenhof“ mit altem Baumbestand besteht aus
- dem eingeschossigen giebelständigen verputzten Wohngebäude wohl vom Ende des 19. Jahrhunderts mit Sockel und Satteldach,[2]
- dem eingeschossigen verklinkerten giebelständigen älteren Wirtschaftsgebäude als Hallenhaus und heutiger Scheune mit Satteldach und linkem Anbau sowie der Grooten Door mit Korbbogen,[3]
- dem eingeschossigen verklinkerten giebelständigen Stall mit Satteldach,[4]
- der Graftanlage als Wassergraben um die Anlage,[5]
- und dem Bauerngarten.

Das Landesdenkmalamt befand zur Bedeutung: „geschichtlich, künstlerisch, wissenschaftlich“.
Die Familie Prange wurde als altes Bauerngeschlecht mit Heinrich Prange in der Mitte des 17. Jahrhunderts erwähnt.